# Achazjáš (Judsko)
Achazjáš (hebrejsky: אֲחַזְיָהוּ‎, Achazjahu), v českých překladech Bible přepisováno též jako Achaziáš či Ochoziáš, byl šestým králem samostatného Judského království. Jeho jméno se vykládá jako „Uchopil Hospodin“. V Knihách kronik je tento král uváděn i pod jmény Jóachaz a Azarjáš, což jsou však zároveň jména pozdějších judských králů pocházejících z jeho rodové linie. Achazjáš vládl pouhý rok. Moderní historikové a archeologové uvádějí, že k tomu došlo v roce 843 př. n. l. až 842 př. n. l. Naproti tomu David Gans ve své kronice uvádí rok 3055 od stvoření světa, což odpovídá období let 707–706 před naším letopočtem.
Pocházel z rodu Davidova, byl synem krále Jórama a Atalji, dcery izraelského krále Achaba. Jako jediný z bratří přežil drancování Jeruzaléma Araby, ke kterému došlo za vlády jeho otce a na jeruzalémský trůn usedl ve svých 22 letech. Pod vlivem královny matky se zúčastnil tažení svého strýce, severoizraelského krále Jórama proti aramejskému Chazaelovi do Rámotu v Gileádu. Tam byl Jóram raněn, stáhl se do Jizreelu, kde byl ale i s Achazjášem zabit izraelským vojevůdcem Jehúem. Při tomto převratu byla část judské královské rodiny vyvražděna a dílo zkázy dokonala Achazjášova matka Atalja, když se rozhodla vyhubit královské potomstvo a sama se ujmout trůnu.
Bible Achazjášovu krátkou vládu popisuje slovy: „… jeho matka mu radila k svévolnostem. Dopouštěl se toho, co je zlé v Hospodinových očích, …“